# Гийом Франсоа дьо Лопитал
Маркиз Гийом Франсоа дьо Лопитал (на френски: Guillaume François de l'Hôpital) е френски учен, математик, член на Парижката академия на науките.

## Биография
Роден е през 1661 година в Париж, Франция, в аристократично семейство. Семейната традиция повелявала маркиз дьо Лопитал да стане артилерийски офицер, но поради късогледство се оказва негоден за военна служба. Затова през 1691 – 1692 г. започва да изучава математика под ръководството на Йохан Бернули, който дори съставя учебно пособие за него.
Под влиянието на тези лекции Лопитал пише труда си „Анализ на безкрайно малките за изучаването на кривите линии“ („Analyse des infiniment petits pour l'intelligence des lignes courbes“, 1696), който е първият, а за дълго време и единственият учебник по диференциално смятане. В него се съдържа и известното „правило на Лопитал“ за намиране границата на дроб, чийто числител и знаменател клонят към 0, което практически принадлежи на Бернули. В предговора на книгата Лопитал коректно пише: „... нямам нищо против те (Лайбниц и братята Бернули) да предявяват авторски претенции към всичко, което поискат, като ще се задоволя с това, което благоволят да ми оставят...“ 
Лопитал е автор и на курс по аналитична геометрия на коничните сечения и на няколко решения на предизвикателни задачи по геометрия и механика със средствата на математическия анализ.
Умира на 2 февруари 1704 година в Париж на 43-годишна възраст.

## Любопитно
След смъртта на Лопитал Бернули заявява, че методите от „Анализ на безкрайно малките...“ са негови. Но докато в рамките на две столетия математиците претеглят всички „за“ и „против“ (като при това отчитат не само конспектите на Бернули, но и свидетелствата за неговия лош характер и благородството на Лопитал), в названието на това правило се утвърждава името на маркиза.
Друга версия за същата история твърди, че през 1694 г. маркизът е платил 300 франка на Бернули, за да състави решенията и да си държи устата затворена.
Историческата истина за авторството на учебника излиза наяве едва през 1920 г., когато е открит ръкописът на Бернули „Лекции по диференциално смятане“ („Lectiones de calculo differentialium“) и в някои източници правилото започва да се нарича „правило на Бернули-Лопитал“.
- Analyse des infiniment petits pour l'intelligence des lignes courbes, 1696
- Analyse des infiniment petits pour l'intelligence des lignes courbes, 1715
- Traité analytique

## Памет
Кратер на обратната страна на Луната носи името на Лопитал.